# Aluku (stam)
De Aluku, ook wel Boni's of Boni-marrons genoemd (naar de 18e-eeuwse vrijheidsstrijder Boni) is een marron-stam die leeft aan weerszijden van de Marowijne, de grensrivier tussen Frans-Guyana en Suriname. 

## Geschiedenis

### Marronage en strijd
De Aluku stammen af van Afrikaanse slaven die eind 17e en begin 18e eeuw ontsnapten van de Nederlandse plantages in het huidige Suriname. Zij vestigden zich aanvankelijk ten oosten van de Cottica-rivier in het gebied waar tegenwoordig het Marowijnedistrict ligt. Ze stonden aanvankelijk bekend als de Cottica-Marrons. Hun taal, het Aluku, is verwant aan het Aukaans.
De Aukaners ondertekenden het vredesverdrag van 1760 met de kolonisten dat hen territoriale autonomie bood. De Aluku wensten ook een vredesverdrag, maar de Sociëteit van Suriname begon in 1768 een oorlog tegen hen. In 1770 sloten twee andere marron-groepen zich aan bij de Aluku, die als Boni's bekend kwamen te staan, naar hun leider. De Aluku gebruikten guerrilla-tactieken tegen de Nederlanders, waarbij de strijders zich steeds terugtrokken in hun geheime schuilplaats, Fort Boekoe. Deze uitvalsbasis werd in september 1772 overmeesterd. Als gevolg van de 'Boni-oorlogen' trokken de Aluku oostwaarts tot over de Marowijne en dan zuidwaarts naar het gebied van de Aukaners.

### Naar Frans Gyuana
De Aluku werden vijandig bejegend door de Aukaners, wier territorium zij waren binnengedrongen. Een vredesverdrag tussen de twee stammen in 1779 hield stand tot het moment van de overval op plantage Clarenbeek in 1788. Daarop bundelden de Aukaners opnieuw hun krachten met de kolonisten tegen de Aluku. In 1791 verjoeg Luitenant-kolonel Beutler de Aluku uit Suriname naar Frans-Guyana. In 1793 werd Boni gedood door Bambi Kukudyaku, een Aukaanse kapitein. Tussen 1793 en 1837 vestigden de Aluku zich rond Gaa Daï. In die periode waren er nauwe contacten met de inheemse Wayana-stam, waarbij de twee stammen vaak samen in dezelfde dorpen woonden. 
In 1841 zonden de Aluku een twaalfkoppige delegatie naar de Franse gouverneur om toestemming te vragen zich te vestigen aan de Oyapock-rivier. Elf delegatieleden werden gedood. Hierop staakten de Aluku pogingen tot diplomatie. Een deel van de stam vestigde zich aan de Lawa-rivier, waar ze de dorpen Pobiansi, Cottica (in Suriname), Assissi, Puumofu en Kormontibo stichtten. In 1860 ondertekenden de Aluku opnieuw een vredesverdrag met de Aukaners, in Albina, waarna zij zich in Abunasunga vestigden. De sula (stroomversnelling) bij Abunasunga vormt de noordgrens van het Alukugebied wat zich uitstrekt tot de Litanirivier.
Bij de grensafbakening van 1891 moesten de Aluku kiezen voor een Frans of een Nederlands staatsburgerschap. Zij kozen in meerderheid voor het Franse. Tot 1969 leefden de Aluku relatief autonoom met weinig of geen inmenging van de Franse regering. In de loop der tijd werden kleine nederzettingen steeds meer verlaten en volgde concentratie van Aluku in grotere dorpen. De traditionele leiders namen lange tijd niet deel aan de officiële bestuursorganen.

## Leiderschap

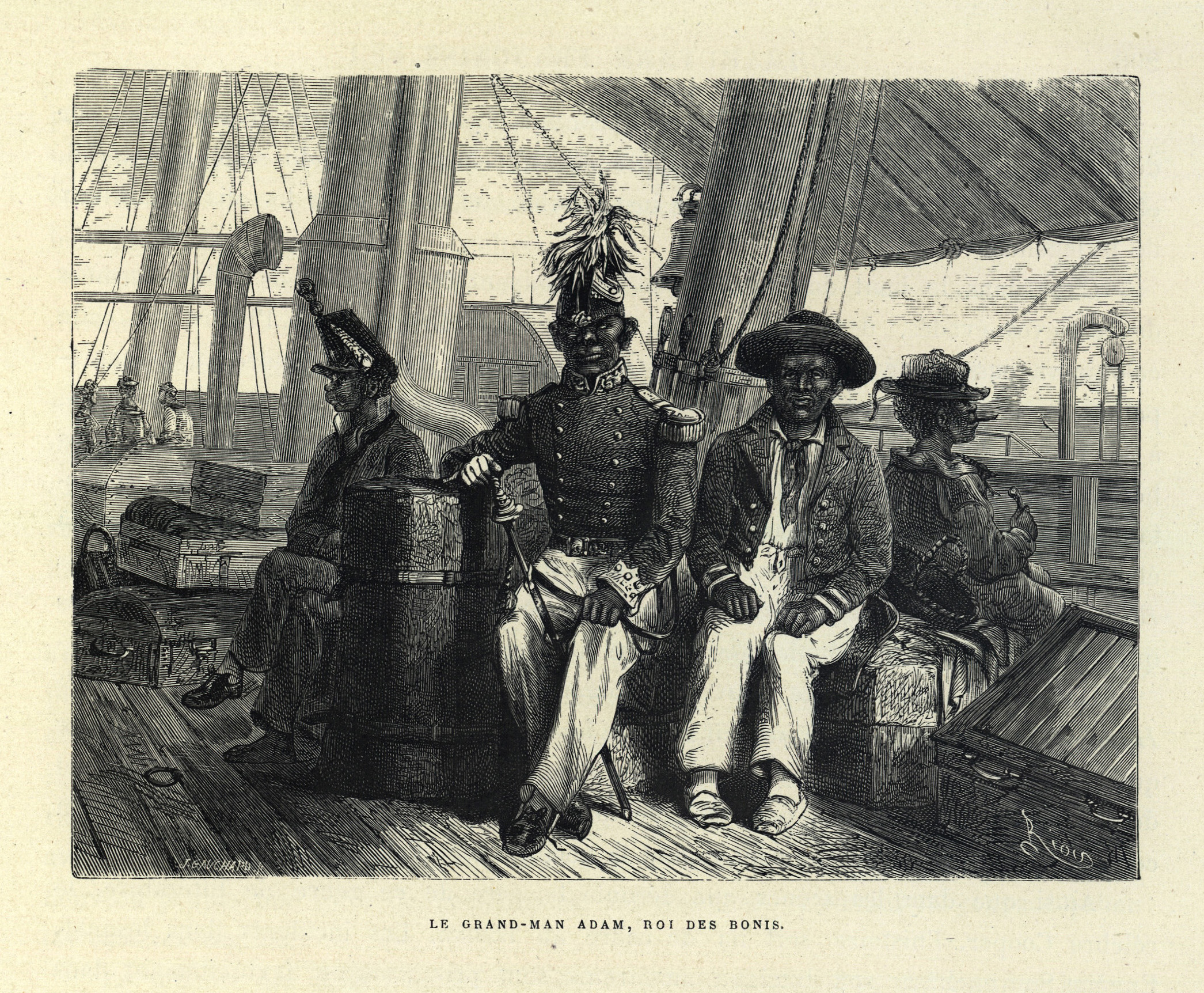
Granman Adam, circa 1862

De Aluku's kennen meerdere stamhoofden (vergelijkbaar met granman), aan Franse en aan Surinaamse zijde. In 1992 waren er aan Franse zijde twee Aluku stamhoofden geïnstalleerd. Paul Doudou was granman in Papaichton, tot aan zijn dood in 2014. Joachim-Joseph Adochini granman in Maripasoula. De laatste maakt geen deel uit van de moederlijn, maar werd granman door uitverkiezing. 
Aan Surinaamse zijde was Emanuel Jacobi het stamhoofd, tot zijn overlijden in 2017. Deze functie bleef vacant, totdat Simeon Glunder in oktober 2023 werd benoemd tot granman van de Surinaamse Aluku's.

## Bekende Aluku's
- Boni (~ 1730-1793), vrijheidsstrijder
- Apatou (1833-1908), kapitein van Apatou